# Bad Soden am Taunus
Bad Soden am Taunus is een kleine stad in de Duitse deelstaat Hessen, gelegen in de Main-Taunus-Kreis. Bad Soden am Taunus telt 22.871 inwoners. Het is een forenzenplaats voor het op 15 kilometer afstand gelegen Frankfurt am Main. 

## Geografie
Bad Soden am Taunus heeft een oppervlakte van 12,45 km² en ligt in het centrum van Duitsland, iets ten westen van het geografisch middelpunt.

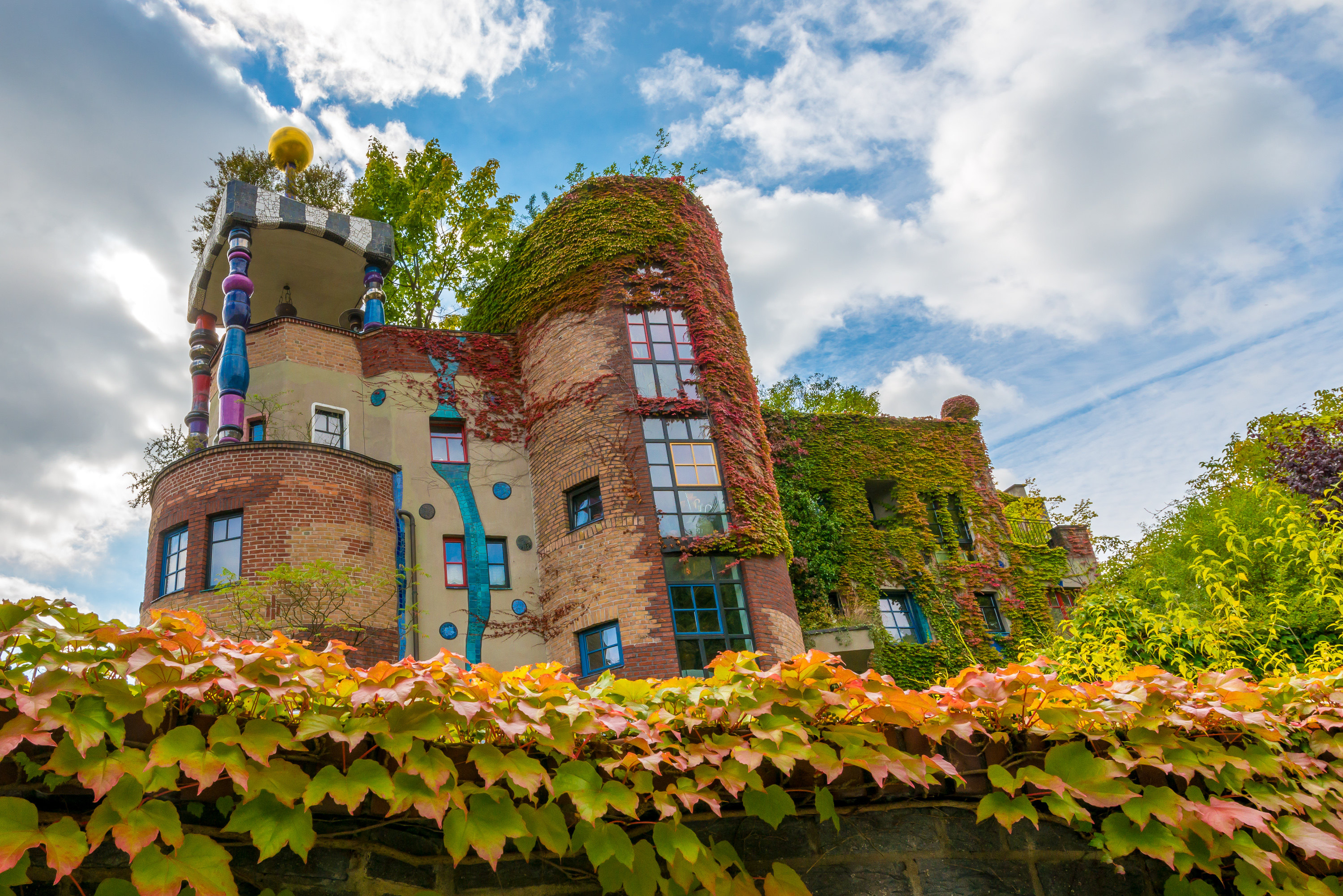
Hundertwasser-Haus

## Geschiedenis
Het gebied was al in de Romeinse tijd bekend vanwege zijn warme bronnen en minerale baden. Tot in het eind van de 20e eeuw gold het vooral als kuuroord. Soden was tot 1803 een rijksdorp. In de 19e eeuw kwam het kuuroord tot ontwikkeling, en sinds 1922 heet het officieel 'Bad Soden'. In het oude centrum ligt het Quellenpark, waar de belangrijkste bronnen ligt met een badhuis. Dit is in de jaren negentig omgebouwd onder architectuur van de kunstenaar Friedensreich Hundertwasser. 

## Geboren
- Nancy Faeser (1970), politica van de SPD
- Michael Jung (1982), ruiter, olympisch kampioen
- Camilla Küver (2003), voetbalster

## Partnersteden
Bad Soden am Taunus onderhoudt met de volgende steden een stedenband:
- Rueil-Malmaison, Frankrijk
- Kitzbühel, Oostenrijk
- Františkovy Lázně, Tsjechië
- Yoro-cho, Japan, sinds 2004

Bad Soden am Taunus · Eppstein · Eschborn · Flörsheim am Main · Hattersheim am Main · Hochheim am Main · Hofheim am Taunus · Kelkheim · Kriftel · Liederbach am Taunus · Schwalbach am Taunus · Sulzbach